# ГАЕС Дінорвіг
ГАЕС Дінорвіг (англ. Dinorwig Power Station) — гідроелектростанція на півночі Уельсу, яка знаходиться в регіоні Гвінед у горах Glyderau.
Для розміщення станції обрали район кар'єру на західному схилі гори Elidir, де з 18-го століття видобували покрівельний сланець. Гірничодобувне підприємство, що певний час було другим в світі за потужністю, припинило роботу в 1969 році. За кілька років тут розпочалось спорудження гідроакумулюючої станції, введеної в експлуатацію у 1984-му.
Нижнім резервуаром використали озеро льодовикового походження Llyn Peris, розташоване поряд з нижньої частиною колишнього кар'єру. Його збільшили прибравши нагромаджені відвали, а на виході спорудили невеличку греблею із трьома водоскидними шлюзами, через яку у випадку необхідності здійснюється дренаж до річки Afon Seiont (впадає в протоку Менай, яка відділяє острів Англсі від Уельсу).
Верхній резервуар Llyn Machlyn Mawr створили на північному схилі гори Elidir, у верхів'ї струмка Afon Marchlyn Maywr, який відноситься до сточища Afon Cegin (впадає у Ірландське море на північному узбережжі Уельсу). Наявне тут природне озеро мало об'єм 2,5 млн м3 та утримувалось мореною висотою 40 метрів. При спорудженні ГАЕС останню наростили кам'яно-накидною греблею з асфальтовим облицюванням, яка має висоту 57 метрів, довжину 620 метрів і товщину по гребеню 6,5 метра. Зведення споруди потребувало 1,5 млн м3 матеріалу, який отримали, зокрема, з відвалів розташованого неподалік кар'єру. Це дозволило підняти рівень води в озері на 33 метри та створити резервуар об'ємом 9,2 млн м3 (корисний об'єм 6,7 млн м3) із нормальним коливанням рівня між позначками 600 та 634 метри НРМ. У 2007 році висоту греблі Marchlyn Mawr наростили на 2,5 метра, що дозволило підняти максимальний рівень поверхні до позначки 637 метрів НРМ.
Із верхнім резервуаром машинний зал з'єднує тунель довжиною 1,7 км та діаметром 10,5 метра, що переходить у вертикальну шахту висотою 450 метрів з діаметром 10 метрів. Остання в свою чергу подає воду у тунель такого ж діаметра довжиною 0,7 км, який розгалужується на шість менших водогонів — по одному до кожного гідроагрегату.
Підземний машинний зал знаходиться в горі Elidir, на 71 метр нижче від максимального рівня нижнього резервуару Llyn Peris. Він має розміри 180х23 метри й висоту 51 метр. Під землею також створений трансформаторний зал розмірами 160х23 метри зі значно меншою висотою у 17 метрів. Всього при спорудженні електростанції провели виїмку 3 млн тон скельного ґрунту (при загальному обсязі земляних робіт у 12 млн тон), використали 1 млн тон бетону, 200 тис. тон цементу та 4500 тон сталі.
Кожен із шести гідроагрегатів, які працюють при напорі від 494 до 542 метрів, складається з мотор-генератора та оборотних турбін типу Френсіс одиничною потужністю 288 МВт у турбінному та 275 МВт у насосному режимах. Об'єм резервуарів дає змогу виробляти електроенергію протягом 5 годин, тоді як на зворотнє заповнення Llyn Machlyn Mawr потрібно 7 годин. Агрегати при розкручуванні лопатей стисненим повітрям здатні виходити на номінальний режим всього за 16 секунд та видавати сукупну потужність 1320 МВт за 12 секунд.
Зв'язок з енергосистемою відбувається по ЛЕП, що працює під напругою 420 кВ.